# Mistrovství světa juniorů ve sportovním lezení 1995
Mistrovství světa juniorů ve sportovním lezení 1995 (anglicky: UIAA Youth Worldchampionship) se uskutečnilo jako třetí ročník 6. října v kanadském Lavalu v lezení na obtížnost. Do průběžného světového žebříčku juniorů se bodovalo třicet prvních závodníků v každé kategorii lezců od 14 do 19 let.

## Průběh závodů
V lezení na obtížnost nezískali domácí závodníci žádné medaile.
Pravděpodobně se závodilo také v lezení na rychlost, ale na stránkách IFSC nejsou tehdejší výsledky zveřejněné. V této disciplíně zvítězil v kategorii A český reprezentant Daniel Kadlec.

### Češi na MSJ
V lezení na obtížnost se nejlépe umístil Daniel Kadlec na pátém místě a Veronika Hunková na třináctém v kategorii A. Ondřej Marčík skončil dvanáctý v kategorii B.

### Výsledky juniorů a juniorek
| obtížnost               | obtížnost        |
| ----------------------- | ---------------- |
| junioři                 | juniorky         |
| 1. Frederic Sarkany     | 1. Liv Sansoz    |
| 2. Christian Bindhammer | 2. Marie Guillet |
| 3. Kalin Garbov         | 3. Martina Čufar |
|                         |                  |
| —                       | —                |
|                         |                  |
| ? finalistů             | ? finalistek     |
| ? semifinalistů         | ? semifinalistek |
| 41 juniorů              | 16 juniorek      |

### Výsledky chlapců a dívek v kategorii A
| obtížnost              | obtížnost            |
| ---------------------- | -------------------- |
| chlapci                | dívky                |
| 1. Sylvain Millet      | 1. Ameli Haager      |
| 2. Frédéric Tuscan     | 2. Taťjana Rujgová   |
| 3. Markus Bock         | 3. Irina Rouiga      |
|                        |                      |
| 5. Daniel Kadlec       | 13. Veronika Hunková |
| 20. Miloslav Chaloupka | —                    |
|                        |                      |
| ? finalistů            | ? finalistek         |
| ? semifinalistů        | ? semifinalistek     |
| 47 chlapců             | 24 dívek             |

### Výsledky chlapců a dívek v kategorii B
| obtížnost         | obtížnost             |
| ----------------- | --------------------- |
| chlapci           | dívky                 |
| 1. Chris Sharma   | 1. Katie Brown        |
| 2. David Hume     | 2. Katarina Stremfelj |
| 3. Matt Engbring  | 3. Margarita Ryzhkova |
|                   |                       |
| 12. Ondřej Marčík | —                     |
| 18. Jiří Koutský  | —                     |
| 24. Jiří Přibyl   | —                     |
|                   |                       |
| ? finalistů       | ? finalistek          |
| ? semifinalistů   | ? semifinalistek      |
| 39 chlapců        | 26 dívek              |

### Medaile podle zemí
| pořadí | stát      | Zlatá medaile | Stříbrná medaile | Bronzová medaile | celkem |
| ------ | --------- | ------------- | ---------------- | ---------------- | ------ |
| 1.     | Francie   | 2             | 2                | 0                | 4      |
| 2.     | USA       | 2             | 1                | 1                | 4      |
| 3.     | Německo   | 1             | 1                | 1                | 3      |
| 4.     | Belgie    | 1             | 0                | 0                | 1      |
| 5.     | Slovinsko | 0             | 1                | 1                | 2      |
| 6.     | Rusko     | 0             | 1                | 2                | 3      |
| 7.     | Bulharsko | 0             | 0                | 1                | 1      |

- součet pouze za obtížnost